# Amani Jumatano
Amani Jumatano (Alto Volta, 12 dicembre 1951) è un ex tennista francese, di origine burkinabè.

## Carriera
Nei tornei del Grande Slam ha ottenuto il suo miglior risultato raggiungendo i quarti di finale di doppio misto all'Open di Francia nel 1980, in coppia con la statunitense Renee Blount.